# Майк Задік
Майкл Наджиб «Майк» Задік (англ. Michael Najeeb «Mike» Zadick; нар. 7 грудня 1978, Грейт-Фолс, Монтана) — американський борець вільного стилю, срібний призер чемпіонату світу, бронзовий призер Панамериканського чемпіонату, срібний призер Панамериканських ігор, бронзовий призер Кубків світу, учасник Олімпійських ігор.

## Життєпис
Боротьбою почав займатися з 1983 року. У 1994 році взяв участь у чемпіонаті світу з греко-римської боротьби серед кадетів, на якому посів четверте місце.
Виступав за борцівський клуб Айовського університету «Hawkeye» («Соколине око» — так називають у США мешканців штату Айова), Айова-Сіті, штат Айова. Тренери — Том і Террі Брендси. Чемпіон США 2009 року.
Після завершення спортивної кар'єри перейшов на тренерську роботу, працював асистентом тренера з боротьби в різних університетських борцівських клубах США, в тому числі в Університеті штату Айова та Політехнічному інституті і університеті штату Вірджинія.

## Родина
Старший брат — Білл Задік, чемпіон світу, головний тренер Національної збірної США з вільної боротьби, олімпійський тренер року США у 2017 році. Разом з ним організував щорічний табір з боротьби у рідному штаті Монтана.

## Спортивні результати на міжнародних змаганнях

### Виступи на Олімпіадах
| Змагання                    | Збірна | Вагова категорія          | Місце |
| --------------------------- | ------ | ------------------------- | ----- |
| Літні Олімпійські ігри 2008 | США    | вільна боротьба, до 60 кг | 18    |

На літніх Олімпійських іграх 2008 року в Пекіні Майк Задік поступився в обох з двох проведених сутичок — представнику Киргизстану Базару Базаргуруєву та українцеві Василю Федоришину, який став рібним призером цих змагань.

### Виступи на Чемпіонатах світу
| Змагання                        | Збірна | Вагова категорія          | Місце  |
| ------------------------------- | ------ | ------------------------- | ------ |
| Чемпіонат світу з боротьби 2006 | США    | вільна боротьба, до 60 кг | Срібло |
| Чемпіонат світу з боротьби 2007 | США    | вільна боротьба, до 60 кг | 27     |
| Чемпіонат світу з боротьби 2010 | США    | вільна боротьба, до 60 кг | 25     |

На чемпіонаті світу 2006 року Майк Задік поступився у фіналі замагань у ваговій категорії до 60 кг Мораду Могаммаді з Ірану. На цьому ж чемпіонаті старший брат Майка Білл став чемпіоном у ваговій категорії до 66 кг.

### Виступи на Панамериканських чемпіонатах
| Змагання                                   | Збірна | Вагова категорія          | Місце  |
| ------------------------------------------ | ------ | ------------------------- | ------ |
| Панамериканський чемпіонат з боротьби 2008 | США    | вільна боротьба, до 60 кг | Бронза |
| Панамериканський чемпіонат з боротьби 2011 | США    | вільна боротьба, до 60 кг | 13     |

### Виступи на Панамериканських іграх
| Змагання                  | Збірна | Вагова категорія          | Місце  |
| ------------------------- | ------ | ------------------------- | ------ |
| Панамериканські ігри 2007 | США    | вільна боротьба, до 60 кг | Срібло |

### Виступи на Кубках світу
| Змагання                    | Збірна | Вагова категорія          | Місце  |
| --------------------------- | ------ | ------------------------- | ------ |
| Кубок світу з боротьби 2005 | США    | вільна боротьба, до 60 кг | 6      |
| Кубок світу з боротьби 2007 | США    | вільна боротьба, до 60 кг | Бронза |

### Виступи на інших змаганнях
| Змагання                                                      | Збірна | Вагова категорія          | Місце  |
| ------------------------------------------------------------- | ------ | ------------------------- | ------ |
| Manitoba Open 2004                                            | США    | вільна боротьба, до 60 кг | Золото |
| Міжнародний меморіал Дейва Шульца 2006                        | США    | вільна боротьба, до 60 кг | Золото |
| Олімпійський кваліфікаційний турнір з боротьби 2008 (Мартіні) | США    | вільна боротьба, до 60 кг | 11     |
| Міжнародний меморіал Дейва Шульца 2010                        | США    | вільна боротьба, до 60 кг | Золото |
| Henri Deglane Challenge 2011                                  | США    | вільна боротьба, до 60 кг | Бронза |

### Виступи на змаганнях молодших вікових груп
| Змагання                                      | Збірна | Вагова категорія                 | Місце |
| --------------------------------------------- | ------ | -------------------------------- | ----- |
| Чемпіонат світу з боротьби серед кадетів 1994 | США    | греко-римська боротьба, до 51 кг | 4     |